# Achranoxia turcomanica
Achranoxia turcomanica är en skalbaggsart som beskrevs av Nikolajev och Nikritin 1973. Achranoxia turcomanica ingår i släktet Achranoxia och familjen Melolonthidae. Inga underarter finns listade i Catalogue of Life.